# Вестерхайм (Вюртемберг)
Вестерхайм (нем. Westerheim) — община в Германии, в земле Баден-Вюртемберг.
Подчиняется административному округу Тюбинген. Входит в состав района Альб-Дунай. Население составляет 2864 человека (на 31 декабря 2010 года). Занимает площадь 22,93 км².